# Axiologia
Axiologia (do grego ἀξία, axia: "valor"; e -λογία, -logia: "estudo de") é o estudo filosófico de valores. Inclui perguntas sobre a natureza e classificação de valores e sobre que tipos de coisas têm valor. Está intimamente ligada a vários outros campos filosóficos que dependem crucialmente da noção de valor, como a ética, a estética ou a filosofia da religião. Também está estreitamente relacionada à teoria do valor e à metaética. O termo foi usado pela primeira vez por Eduard von Hartman, em 1887, e Paul Lapie n, em 1908. Como descreveram Max Scheler e Heinrich Rickert, na Alemanha, e Ruyer e R. Polin, na França, a axiologia tenta estabelecer uma hierarquia de valores.
A distinção entre valor intrínseco e extrínseco é central para a axiologia: algo é intrinsecamente valioso se é bom em si mesmo ou por si mesmo. É geralmente aceito que o valor intrínseco depende de certas características da entidade valiosa. Por exemplo, pode-se dizer que uma experiência é intrinsecamente valiosa em virtude de ser prazerosa. O valor extrínseco, ao contrário, é atribuído a coisas que são valiosas apenas como um meio para outra coisa. As teorias substantivas de valor tentam determinar quais entidades têm valor intrínseco. As teorias monistas afirmam que existe apenas um tipo de valor intrínseco. O exemplo paradigmático das teorias monistas é o hedonismo, a tese de que apenas o prazer tem valor intrínseco. As teorias pluralistas, por outro lado, sustentam que existem vários tipos diferentes de valor intrínseco, por exemplo, virtude, conhecimento, amizade, etc. Os pluralistas de valor enfrentam o problema de explicar se ou como os diferentes tipos de valor podem ser comparados ao tomar decisões racionais. Alguns filósofos afirmam que os valores não existem no nível mais fundamental da realidade. Uma dessas visões sustenta que uma declaração de valor sobre algo simplesmente expressa a aprovação ou desaprovação do orador em relação a esta coisa. Esta posição é oposta por realistas de valor.

## Valor intrínseco
Tradicionalmente, os filósofos sustentavam que uma entidade tem valor intrínseco se é boa em si mesma ou por si mesma. O valor intrínseco é contrastado com o valor extrínseco ou instrumental, que é atribuído a coisas que são valiosas apenas como um meio para outra coisa. Por exemplo, ferramentas como carros ou micro-ondas são consideradas extrinsecamente valiosas em virtude da função que desempenham, enquanto o bem-estar que causam é intrinsecamente valioso, segundo o hedonismo. A mesma entidade pode ser valiosa de diferentes maneiras: algumas entidades têm valores intrínsecos e extrínsecos ao mesmo tempo. Os valores extrínsecos podem formar cadeias, nas quais uma entidade é extrinsecamente valiosa porque é um meio para outra entidade que, por sua vez, é extrinsecamente valiosa. É comumente considerado que essas cadeias devem terminar em algum lugar e que o ponto final só pode ser intrinsecamente valioso. A distinção entre valores intrínsecos e extrínsecos é importante para a compreensão de várias discordâncias dentro da axiologia. Diferentes teorias substantivas de valor frequentemente concordam se algo, por exemplo, o conhecimento, é valioso, enquanto discordam se o valor em questão é intrínseco ou extrínseco.
A concepção tradicional de valor intrínseco apresentada acima tem sido criticada na filosofia contemporânea com o argumento de que ela combina várias noções distintas que são melhor discutidas separadamente. Um desses contrastes é entre valores intrínsecos e valores terminais (final values). Em uma concepção mais restrita, um valor intrínseco é um valor que uma entidade tem em virtude de suas propriedades intrínsecas. Por exemplo, assumindo que o aspecto fenomenal de uma experiência prazerosa é uma propriedade intrínseca, poderíamos dizer que a experiência é intrinsecamente valiosa por causa dessa propriedade intrínseca. Uma entidade com valor terminal, por outro lado, é valiosa para seu próprio bem. É geralmente aceite que há uma diferença conceitual entre valores intrínsecos e valores terminais. Por exemplo, pode-se dizer que a experiência do prazer é intrinsecamente valiosa por um lado, e terminalmente valiosa por outro lado. Mas tem sido contestado se há coisas reais em que esses tipos de valor podem aparecer separadamente. Os candidatos propostos para portadores de valor não-terminal intrínseco incluem itens únicos ou raros (por exemplo, um selo) ou itens historicamente significativos (por exemplo, a caneta que Abraham Lincoln usou para assinar a Proclamação de Emancipação). Ser-raro e ter-sido-usado-por-alguém são propriedades extrínsecas que podem ser responsáveis por seus portadores terem valor terminal, ou seja, serem valiosos para seu próprio bem.
Alguns filósofos têm questionado se os valores extrínsecos deveriam ser considerados como valores e não como meras indicações de valor. Uma razão para considerar essa ideia é que adicionar ou remover coisas extrinsecamente valiosas não afeta o valor do todo se todas as coisas intrinsecamente valiosas forem mantidas constantes. Por exemplo, o terremoto de Tōhoku de 2011 teve um valor extrínseco negativo devido a todos os danos que causou. Mas, parece que o mundo não teria sido um lugar melhor se exatamente os mesmos danos tivessem sido causados sem o terremoto.

## Estado ontológico dos valores
Na axiologia, muitas vezes é importante distinguir entre a entidade que é valiosa e as características em virtude das quais ela é valiosa. Por exemplo, pode-se dizer que uma experiência é valiosa em virtude de ser prazerosa. Esta distinção é particularmente relevante para os valores intrínsecos, pois é comumente sustentado que o valor intrínseco de uma entidade supervem a suas características intrínsecas. Isso significa que a entidade não poderia ter um valor intrínseco diferente a menos que tivesse características intrínsecas diferentes.
As teorias substantivas de valor enfocam as características em virtude das quais algo tem valor intrínseco.  Os candidatos populares para essas características incluem prazer, virtude e conhecimento. Outra questão diz respeito à natureza das entidades que são os portadores de valor. As principais abordagens para esta questão podem ser divididas na tradição kantiana, que considera coisas concretas, por exemplo pessoas, como portadores de valor, e na tradição mooriana, que sustenta que apenas os estados de coisas têm valor. Esta diferença é importante para determinar se um valor é extrínseco ou intrínseco a uma entidade. Alguns filósofos sustentam que objetos como o chapéu de Napoleão são valiosos por causa de sua relação com pessoas extraordinárias. De uma perspectiva kantiana, esse valor deve ser extrínseco, pois se baseia na propriedade extrínseca de ter sido usado por uma pessoa extraordinária. Mas, de uma perspectiva mooriana, pode ser intrínseco, pois não é portado pelo chapéu, mas por um estado de coisas que envolve tanto o chapéu quanto Napoleão.
A discussão anterior sobre as categorias ontológicas de valores e de portadores de valor assume alguma forma de realismo: que realmente existem coisas valiosas. Mas as dificuldades em chegar a um consenso de especialistas em âmbitos relacionados a valores, como a ética, a estética ou a política, e considerações do naturalismo levam vários filósofos a duvidar desta suposição. A disputa subsequente entre as cognitivistas e as não-cognitivistas é geralmente mantida no nível de afirmações ou atitudes de valor, seja em relação a todos os valores ou especificamente em relação aos valores éticos. Os cognitivistas sustentam que as afirmações de valor são aptas para a verdade (truth-apt), isto quer dizer, ou são verdadeiras ou falsas, o que é negado pelos não-cognitivistas. A maioria dos cognitivistas são realistas do valor: eles acreditam que os valores fazem parte da realidade. A teoria do erro, originalmente articulado por J. L. Mackie, é uma exceção. Os teóricos do erro sustentam que todas as afirmações de valor são falsas e, portanto, aptas para a verdade, porque o mundo carece de características de valor que seriam necessárias para torná-las verdadeiras. Os não-cognitivistas, por outro lado, vão um passo além ao negar que as afirmações de valor são aptas para a verdade. Esta posição envolve a dificuldade de explicar como as afirmações de valor podem ser significativas, apesar da falta de um valor de verdade. Este desafio pode ser enfrentado de diferentes maneiras. Os emotivistas, seguindo A. J. Ayer, afirmam que as afirmações de valor apenas expressam as emoções do orador e têm o objetivo de influenciar as ações do ouvinte. O prescritivismo, desenvolvido por R. M. Hare, interpreta as afirmações de valor como imperativos ou comandos.  O quase-realismo de Simon Blackburn afirma que as afirmações de valor projetam atitudes emocionais como se fossem propriedades reais.

## Monismo e pluralismo
Teorias substantivas de valor tentam determinar quais entidades têm valor intrínseco. Uma disputa tradicional neste campo é entre as teorias monistas e as teorias pluralistas. As teorias monistas sustentam que há apenas um tipo de valor intrínseco. O exemplo paradigmático das teorias monistas é o hedonismo, a tese de que apenas o prazer tem valor intrínseco. As teorias pluralistas, por outro lado, afirmam que existem vários tipos diferentes de valor intrínseco. W. D. Ross, por exemplo, sustenta que o prazer é apenas um tipo de valor intrínseco além de outros tipos, como o conhecimento. É importante ter em mente que esta discordância diz respeito apenas ao valor intrínseco, não ao valor em geral. Portanto, os hedonistas podem se sentir livre para admitir que o conhecimento é valioso, mas apenas de maneira extrínseca, pois o conhecimento pode ser útil para causar prazer e evitar dor.
Vários argumentos foram sugeridos na disputa monista-pluralista. O senso comum parece favorecer o pluralismo de valor: os valores são atribuídos a uma ampla gama de coisas diferentes como felicidade, liberdade, amizade, etc., sem qualquer característica comum óbvia subjacente a esses valores. Uma maneira de defender o monismo de valor é lançar dúvidas sobre a confiabilidade do senso comum para questões técnicas como a distinção entre valor intrínseco e extrínseco. Esta estratégia é seguida por J. J. C. Smart, que sustenta que há um viés psicológico para confundir valores extrínsecos estáveis com valores intrínsecos.  Os pluralistas de valor frequentemente tentam fornecer listas exaustivas de todos os tipos de valor, mas diferentes teóricos sugeriram listas muito diferentes. Essas listas parecem constituir seleções arbitrárias, a menos que um critério claro possa ser fornecido para explicar por que todos e apenas esses itens estão incluídos. Mas se um critério fosse encontrado, então tal teoria deixaria de ser pluralista. Este dilema sugere que o pluralismo é inadequado como explicação.
Um assunto intimamente relacionado ao debate monista-pluralista é o problema da incomensurabilidade: a questão de se há valores incomensuráveis. Dois valores são incomensuráveis se não há fato se um é melhor ou tão bom quanto o outro: não há uma escala comum de valor segundo a qual eles poderiam ser comparados. Joseph Raz sustenta que as escolhas de carreira entre caminhos muito diferentes, por exemplo, se para se tornar um advogado ou um clarinetista, são casos que envolvem valores incomensuráveis. Os pluralistas de valores frequentemente afirmam que os valores pertencentes a diferentes tipos são incomensuráveis uns com os outros. Os monistas de valor, por outro lado, geralmente negam que existem valores incomensuráveis. Esta questão é particularmente relevante para a ética. Se as diferentes opções disponíveis para o agente incorporam valores incomensuráveis, então parece não haver uma maneira racional de determinar o que deve ser feito, pois não há nenhum fato sobre qual opção é melhor. A incomensurabilidade abrangente ameaçaria comprometer a relevância prática da ética e da escolha racional.

## Outros conceitos e distinções
Muitos termos avaliativos são encontrados na linguagem cotidiana, frequentemente com vários significados diferentes. Para os filósofos, é importante distinguir esses diferentes significados para evitar mal-entendidos. Uma dessas distinções é entre um sentido predicativo e um sentido atributivo de bom e mau. No sentido atributivo, uma entidade é boa em relação a um determinado tipo. Por exemplo, uma pessoa com uma voz clara pode ser um cantor bom ou uma faca com uma lâmina cega é uma faca má. Mas isso ainda deixa em aberto se a entidade em questão é boa ou má em um sentido incondicional ou predicativo. Por exemplo, uma pessoa pode ser um mau assassino, mas ser mau como assassino não é mau em um sentido predicativo. Axiologia está geralmente interessada no sentido predicativo de bondade. Mas alguns filósofos negam que tal sentido exista e, portanto, sustentam que todo valor é relativo a um tipo.
Uma segunda distinção importante é entre ser bom para uma pessoa e ser bom para o mundo. Ser bom para uma pessoa ou valor prudencial tem a ver com o bem-estar dessa pessoa. Mas o que é bom para uma pessoa pode ser mau para outra pessoa. Por exemplo, ter um verão seco pode ser bom para o alpinista devido às condições agradáveis da caminhada, mas mau para o agricultor, cuja cultura está morrendo por falta de água. Nesses casos, surge a questão de saber o que é bom para o mundo ou bom simpliciter. Os utilitaristas podem resolver esse problema definindo o bem para o mundo como a soma do bem para cada pessoa.
Os filósofos frequentemente distinguem entre conceitos avaliativos (como bom ou mau) e conceitos deônticos (como certo, apropriado ou dever). Os primeiros pertencem à axiologia propriamente dita e expressam o que tem valor, enquanto os segundos pertencem à ética (e campos relacionados) e expressam o que se deve fazer. Os filósofos tentam fornecer um relato unificado desses dois campos, pois parecem estar intimamente relacionados. Os consequencialistas veem os conceitos avaliativos como fundamentais e definem os conceitos deônticos em termos de conceitos avaliativos. As teorias de atitude apropriada (fitting-attitude theories), por outro lado, tentam reduzir os conceitos avaliativos a conceitos deônticos. O consequencialismo é uma teoria ética que sustenta que, dado um determinado conjunto de ações possíveis, devemos realizar a ação que tem as melhores consequências globais. Portanto, o que devemos fazer é definido em termos avaliativos: o que quer que leve às consequências com o maior valor. As teorias de atitude apropriada são teorias axiológicas que definem o valor de algo em termos da atitude que seria apropriada ter em relação a essa coisa, por exemplo, que seria bom encontrar uma cura para o câncer porque este seria um objeto apropriado de desejo. Esses relatos se baseiam na noção deontica de que algumas de nossas atitudes em relação ao mundo são apropriadas ou certas para definir o que é bom.

## História
A axiologia tem início só no século XIX. quando o termo, originário do âmbito econômico, foi estendido, sobretudo graças a Windelband, a outros âmbitos da vida humana. Os neokantinos do século XIX praticamente inventaram a reflexão axiológica, podemos destacar aqui os mais importantes: Hermann Lotze, Albrecht Ritschl, Wilhelm Windelband, Heinrich Rickert, Hugo Münsterberg, Alexius Meinong, Christian von Ehrenfelds, Max Scheler Nicolai Hartmann, Louis Lavelle e René Le Senne por exemplo.
Uma boa síntese das diferentes escolas de axiologia neokantiana encontra-se na obra Introdução à filosofia, de Windelband. Lotze introduziu o tema dos valores em seu livro Mikrokosmos, no qual defende a diferença entre "ser" e "valor", o "mundo dos valores" é distinto do "mundo dos entes". Ritschl introduziu na axiologia a distinção entre "juízos de valor" e"juízos de fato". A axiologia de Rickert era chamada de logicista ou de logicismo axiológico, porque para ele valor significaria "validade lógica", como isso ele pretendia dar objetividade à axiologia, retirando-a do subjetivismo.
Nietzsche foi quem popularizou o uso filosófico do termo "valor" com seu Assim falou Zaratustra, entre outras obras igualmente iconoclastas, longe de ser um axiólogo tradicional, as questões formais da axiologia não o interessava, sua preocupação se concentrou nas questões práticas da classificação e hierarquização dos valores, isto é, na questão dos critérios de valoração.

## Principais pensadores
- Alexius Meinong
- Adam Smith
- Immanuel Kant
- Rudolf Hermann Lotze
- Franz Brentano
- Max Scheler
- Miguel Reale
- Nicolai Hartmann
- Christian von Ehrenfels
- Ralph Barton Perry
- Friedrich Nietzsche
- Bertrand Russell
- Karl Mannheim
- Agnes Heller
- Louis Lavelle